# Westfälische Provinzial

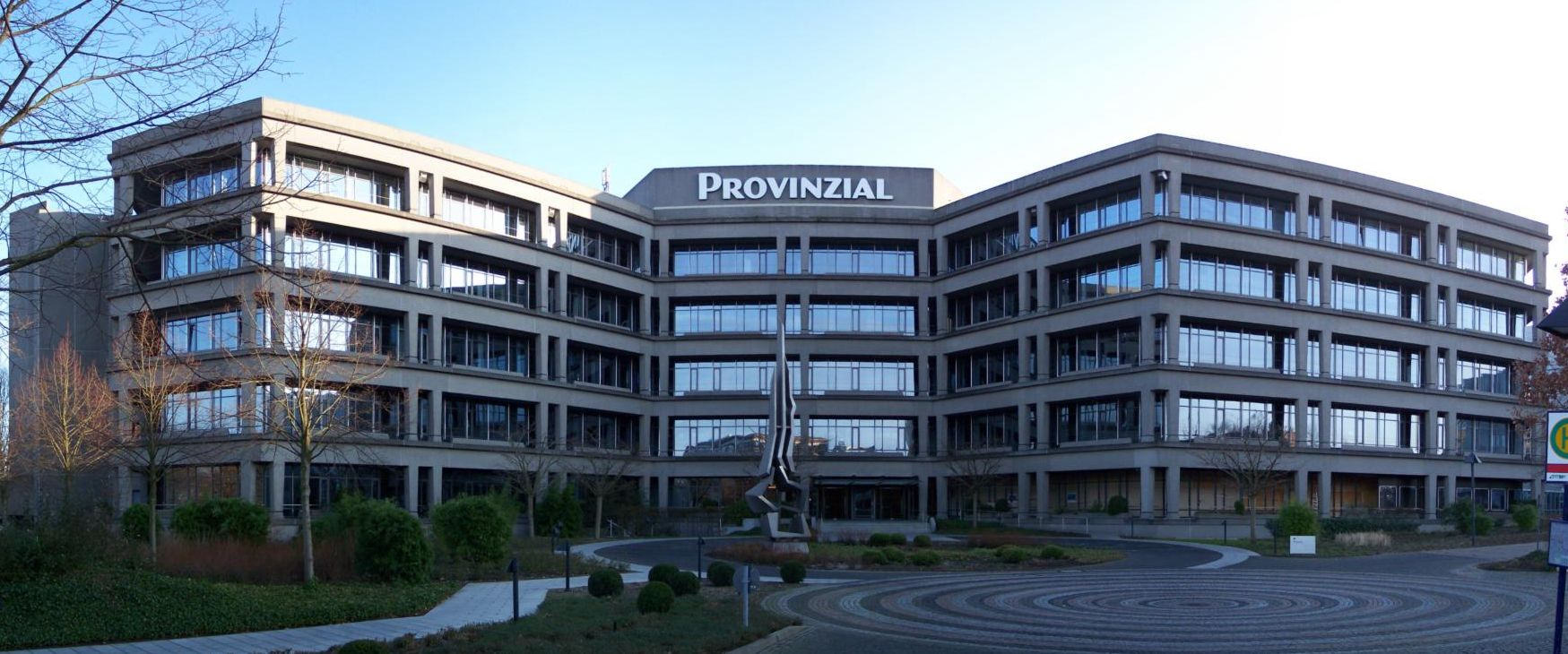
Westfälische Provinzial in Münster

Die Versicherungsgruppe der Westfälischen Provinzial mit Sitz im westfälischen Münster ist im Jahr 2005 mit der Provinzial Nord zur Provinzial NordWest verschmolzen worden. Nach einer Restrukturierung (Rechtsformwechsel zum 1. Januar 2002) bestand die Gruppe zuletzt aus
- Provinzial Holding Westfalen Aktiengesellschaft,
- Westfälische Provinzial Versicherung Aktiengesellschaft, Rechtsnachfolger der früheren Westfälische Provinzial-Feuersozietät, und
- Westfälische Provinzial Lebensversicherung Aktiengesellschaft, Rechtsnachfolger der früheren Westfälische Provinzial-Lebensversicherungsanstalt.

Feuersozietät und Lebensversicherungsanstalt wurden im Zuge des Rechtsformwechsels auf die neue, zunächst noch öffentlich-rechtliche Provinzial Holding Westfalen verschmolzen und waren Anstalten öffentlichen Rechts. Ihr Geschäft wurde auf die neu gegründeten Aktiengesellschaften übertragen. Diese waren 100%ige Töchter der Holding. Zwischen Holding und den ihr unterstehenden Aktiengesellschaften wurden Beherrschungs- und Ergebnisabführungsverträge geschlossen.

## Gewährträger
Gewährträger der Provinzial Holding Westfalen waren zur Hälfte der Landschaftsverband Westfalen-Lippe sowie der Sparkassenverband Westfalen-Lippe (SVWL) und die Westdeutsche Landesbank zu jeweils 25 %.

## Geschäftsregionen und Vertriebsnetz
Von den zwei operativ tätigen Versicherern der Versicherungsgruppe ist die Westfälische Provinzial Versicherung Aktiengesellschaft auch nach der Fusion zur Provinzial Nordwest als Schaden- und Unfallversicherer in Westfalen tätig. Die Westfälische Provinzial Lebensversicherung Aktiengesellschaft dagegen wurde auf die Provinzial Nord Lebensversicherung AG verschmolzen, die heute unter dem Namen Provinzial NordWest Lebensversicherung Aktiengesellschaft das Lebensversicherungsgeschäft in den Geschäftsgebieten der Vorgängerunternehmen betreibt.
Vertriebspartner sind die Geschäftsstellen der Provinzial Nordwest und die Sparkassen der Region.

## Geschichte
Bereits am 1. Mai 1722 unterschrieb der als „Schiefe Fritz“ bekannte Friedrich Wilhelm I. von Preußen ein „Reglement“ zur Gründung einer Feuer-Sozietät für das „Herzogthum Cleve“ und die „Graffschafft Marck“. Hintergrund dieses Reglements war die Tatsache, dass durch die im frühen 18. Jahrhundert zunehmende Bevölkerungsdichte die Feuerstellen in Häusern und damit die ausgebrochenen Feuer zunahmen. Mit dieser Unterzeichnung wurde der erste Schritt zur Gründung einer Westfälischen „Sozietät gegen Feuersgefahr“ und damit zu einer frühen Form der Versicherung gemacht. In den Folgejahren mehrten sich Gründungen verschiedener Feuer-Sozietäten. Zum 1. Januar 1837 wurden sämtliche in der Provinz Westfalen bestehenden Sozietäten zur „Provinzial-Feuer-Sozietät der Provinz Westfalen“ verschmolzen.
In einem nächsten Schritt wurde die Provinzial-Feuer-Sozietät im Jahre 1880 umgewandelt. Seitdem ist sie eine Provinzialanstalt des Provinzialverbandes (der Vorgängerinstitution des Landschaftsverbands Westfalen-Lippe) und somit Teil der Leistungsverwaltung der Provinz. Vom Provinzial-Landtag genehmigt, erhielt die Provinzialanstalt ein eigenes Verwaltungsgebäude an der Warendorfer Straße in Münster.
Im Jahr 1910 wurden die 28 bestehenden einzelnen Feuer-Sozietäten durch das preußische Sozietätengesetz auf eine einheitliche Rechtsgrundlage gestellt. Dieses Gesetz genehmigte ebenfalls den Betrieb „verwandter Zweige der Sachversicherung“, so dass die Provinzial-Feuer-Sozietät neben der Waldbrandversicherung auch noch die Einbruchdiebstahl-, die Leitungswasser-, die Glas- und die Mietverlustversicherung in ihr Portfolio aufnimmt.
Vier Jahre später wurde die Provinzial-Lebensversicherungsanstalt gegründet, durch die auch Haftpflicht-, Unfall- und Kraftfahrzeugversicherungen (HUK) in das Leistungsangebot mitaufgenommen wurden.
Im Zweiten Weltkrieg wurde der Geschäftsbetrieb der Westfälischen Provinzial nach Bombeneinschlägen im Jahr 1939 in eine provisorische Zentrale nach Nieheim im Kreis Höxter verlegt.
Nach der Währungsreform 1948 profitierte auch die Provinzial von den Jahren des Wirtschaftswunders und die Einnahmen in den vier damaligen Hauptsparten Gebäude-Feuer-, Sturm-, Mobiliar-Feuer- und Leitungswasserversicherung wuchsen stetig.
Große Umstrukturierungen brachte das Jahr 1970 mit sich: In einem Mantelvertrag vereinbarten die Westfälischen Provinzial Versicherungen, die Sparkassenorganisation und die WestLB eine enge partnerschaftliche Zusammenarbeit. Ebenso wurden die HUK-Sparten von der Lebensversicherungsanstalt auf die Feuer-Sozietät übertragen.
Vier Jahre später zog die Westfälische Provinzial in ein neues Verwaltungsgebäude nach Münster-Kinderhaus, das aus Gründen des Platzmangels bereits im Jahr 1980 erweitert wurde. 1993 wurde der fertiggestellte Erweiterungsbau der Provinzial von rund 900 Mitarbeitern bezogen. Dem Umzug folgte ein Umbau des alten Gebäudekomplexes.
Im Jahr 1997 feierte die Westfälische Provinzial ihr 275-jähriges Bestehen. Zu diesem Zeitpunkt arbeiteten 2000 Innendienstmitarbeiter und 675 hauptberufliche Geschäftsstellenleiter für die Versicherung, die wiederum ihrerseits 1200 Mitarbeiter angestellt hatten. Drei Jahre später, im Geschäftsjahr 2000, waren die Beitragseinnahmen auf 4 Milliarden DM und die Versicherungsverträge auf fast 6 Millionen gestiegen.
Zum 1. Januar 2002 wurde dann das Versicherungsgeschäft der bisherigen „Feuersozietät“ auf die Westfälische Provinzial-Versicherung Aktiengesellschaft und das Geschäft der „Lebensversicherungsanstalt“ auf die Westfälische Provinzial Lebensversicherung Aktiengesellschaft übertragen.
Das Jahr 2005 markierte das Jahr der Fusion: Die Westfälische Provinzial und die Provinzial Nord schlossen sich zur Provinzial Nordwest zusammen. Damit entstand der zu diesem Zeitpunkt zweitgrößte öffentliche Versicherer Deutschlands mit über drei Millionen Kunden in den Geschäftsregionen Westfalen, Schleswig-Holstein, Mecklenburg-Vorpommern und Hamburg.